# Хамед Траоре
Хамед Траоре (фр. Hamed Traorè, нар. 16 лютого 2000, Абіджан) — івуарійський футболіст, півзахисник англійського клубу «Борнмут». Відомий також за виступами за клуб «Емполі», а також у складі національної збірної Кот-д'Івуару.

## Клубна кар'єра
Хамед Траоре народився 2000 року в Абіджані, проте вже в ранньому віці перебрався до Італії. Розпочав займатися футболом у юнацькій команді «Бока Барко», а пізніше продовжив заняття футболом у юнацькій команді клубу «Емполі».
У дорослому футболі дебютував 2017 року виступами за основний склад команди «Емполі», а наступного року Траоре дебютував у Серії A, 26 серпня 2018 року вийшовши на заміну в матчі проти «Дженоа» на 85-ій хвилині матчу. У складі «Емполі» грав протягом 2 років, відігравши загалом у складі команди 42 матчі в чемпіонаті країни.
12 липня 2019 року Хамед Траоре перейшов до іншого італійського клубу «Сассуоло» на правах оренди, в 2021 році був викуплений. Загалом відіграв за команду із Сассуоло 109 матчів в національному чемпіонаті.
31 січня 2023 року перейшов до англійського клубу «Борнмут» на правах оренди. У травні 2023 року англійський клуб викупив контракт футболіста.

## Виступи за збірну
З 2019 року Хамед Траоре грає у складі складу молодіжної збірної Кот-д'Івуару. На молодіжному рівні зіграв у 4 матчах. З 2021 року Хамед Траоре грає у складі національної збірної Кот-д'Івуару. У складі збірної був учасником Кубка африканських націй 2021 року.

## Особисте життя та скандали
Молодшим братом Хамеда Траоре є Амад Траоре, який нещодавно змінив своє прізвище на «Діалло», який також є професійним футболістом.
У липні 2020 року прокуратура міста Парма розпочала розслідування щодо незаконної торгівлі футболістами. Серед звинувачених був Хамед Мамаду Траоре, далекий родич Хамеда Траоре та його брата Амад Діалло, якого звинуватили в тому, що він назвався їх батьком для сприяння їх імміграції до Італії. Слідство також поставило під сумнів родинні стосунки між Хамедом та Амадом.
10 лютого 2021 року Хамед Траоре був визнаний винним у порушенні італійського кодексу спортивної етики з метою приєднання до футбольного клубу «Бока Барко» у 2015 році під ім'ям «Хамед Жуніор Траоре». Його звинуватили у фальсифікації документів задля узаконення родинних стосунків з Хамедом Мамаду Траоре, громадянином Кот-д'Івуару, який проживав в Італії, та вимагати возз'єднання сім'ї. Траоре просив підписання угоди про визнання вини. Італійська прокуратура наклала на футболіста штраф у розмірі 48 тисяч євро.